# 春日与市
春日 与市（かすが よいち、1835年4月26日（天保6年3月29日） - 1900年（明治33年）4月29日）は、日本の政治家。長野県会議員（第1回県議選～第4回県議選）。下高井教育会長。
信濃国高井郡佐野村（現在の長野県下高井郡山ノ内町）出身。弘化4年（1847年）の善光寺地震で崩壊したままになっていた信濃国高井郡佐野の箱石堰を、父春日与右衛門ら有志17名による角間川上流から夜間瀬川約12キロに及ぶ揚堰・引き水工事である屏風堰の開削を松代藩に一切費用を頼らず自己・有志資金のみで建造、文久3年（1863年）10月、北原・山崎両地区の荒廃地、三十四町歩（102000坪）に水を引き入れ荒れ地を開田し美田とした。明治31年（1898年）5月、村人は屏風堰建造の恩に報いるため「開墾遺沢春日与市翁之碑」を佐野の佐久間象山公園に建立。題字は松代藩10代藩主真田幸民伯爵の御字。

## 経歴
- 文久2年（1862年）父春日与右衛門 と有志による角間川上流から夜間瀬川、約12キロに及ぶ揚堰・引き水工事である屏風堰建造着手。
- 文久3年（1863年）10月 屏風堰を松代藩に一切費用を頼らず自己・有志資金のみで建造。荒廃地、三十四町歩（102000坪）を開田し美田とした[3]。
- 明治12年（1879年）2月 長野県第一回県議選。初代県会議員に当選。[4]。
- 明治14年（1881年）2月 長野県第二回県議選。二期目の県会議員に当選。
- 明治15年（1882年）11月 長野県第三回県議選。三期目の県会議員に当選。
- 明治17年（1884年）7月 長野県第四回県議選。四期目の県会議員に当選。
- 明治31年（1898年）5月「開墾遺沢春日与市翁之碑」が佐野の佐久間象山公園に建立され題字は信濃守、真田松代藩十代藩主真田幸民伯爵の御字[2]。

## 親族・家系
- 春日家は北信濃の名門で松代藩主真田氏より。真田氏一族以外では特例である真田六文銭の家紋を下賜されている[3][2]。
- 祖父：春日新左衛門 - 信濃国真田家松代藩より天保9年（1838年）苗字・帯刀・家紋の使用を許される[2]。天保の飢饉における松代藩内生活困窮者への救済活動に尽力する[2]。
- 父：春日与右衛門 - 長男春日与市とともに、約12キロに及ぶ引き水工事である屏風堰を松代藩に一切費用を頼らず自己・有志資金のみで建造[2]。
- 長男：春日喜一郎 - 長野県下高井郡郡議員。長野県下高井郡穂波村村長。能書家としては山本凌亭との交流が深かった[5]。所有する田畑は60町歩（180000坪）、山林は現在の佐野の8割に達した[3]。
- 次男：春日勝太郎 - 生糸貿易にてアメリカ合衆国へ渡る[6]。
- 次女：春日多可 - 春日毎治（長野県中野市初代市議会議長、長野県地方裁判所飯山支部調停委員長。）の実母[7]。
- 三男：宮崎通知 - 旧姓春日通知。長野県下高井郡平穏村村長。夜間瀬川砂防護岸工事の功労により、建設大臣より表彰される（昭和29年）。
- 孫：春日弘 - 住友本社理事、取締役、住友金属工業初代社長、ダイキン工業初代会長、JOC日本オリンピック委員会委員、1964年東京オリンピック大会組織委員会委員及び同財務委員、日本陸上競技連盟2代目会長、ヘルシンキオリンピック大日本選手団総監督、ローマオリンピック日本選手団長、大阪府公安委員長を歴任した[8]。
- 孫：春日篤 - 大日本帝国海軍少将。重巡洋艦「鳥海」艦長。戦艦「陸奥」艦長。第1潜水戦隊司令官。佐世保防備戦隊司令官。グアムの戦いにおけるグアム島攻略部隊指揮官及びマリアナ方面防衛部隊第5根拠地隊司令官。第5特別根拠地隊司令官（グアム島及びサイパン島守備隊司令官）。